# Giro di Polonia 1996
Il Giro di Polonia 1996, cinquantatreesima edizione della corsa, si svolse dall'8 al 15 settembre 1996 su un percorso di 1186 km ripartiti in 8 tappe, con partenza da Stettino e arrivo a Belchatow. Fu vinto dal russo Viaceslav Djavanian della Roslotto-ZG Mobili davanti all'italiano Maurizio Fondriest e all'italiano Andrea Noè.

## Tappe
| Tappa  | Data         | Percorso                       | km   | Vincitore di tappa  | Leader cl. generale |
| ------ | ------------ | ------------------------------ | ---- | ------------------- | ------------------- |
| 1ª     | 8 settembre  | Stettino > Stettino            | 103  | Vassili Davidenko   | Vassili Davidenko   |
| 2ª     | 9 settembre  | Stettino > Gorzow Wielkopolski | 184  | Federico Colonna    | Viaceslav Djavanian |
| 3ª     | 10 settembre | Lubniewice > Polkowice         | 212  | Viaceslav Djavanian | Viaceslav Djavanian |
| 4ª     | 11 settembre | Legnica > Karpacz              | 162  | Viaceslav Djavanian | Viaceslav Djavanian |
| 5ª     | 12 settembre | Karpacz > Karpacz              | 179  | Valentino Fois      | Viaceslav Djavanian |
| 6ª     | 13 settembre | Klodzko > Opole                | 140  | Yoshiyuki Abe       | Viaceslav Djavanian |
| 7ª     | 14 settembre | Opole > Czestochowa            | 152  | Gianpaolo Mondini   | Viaceslav Djavanian |
| 8ª     | 15 settembre | Belchatow > Belchatow          | 54   | Maurizio Fondriest  | Viaceslav Djavanian |
| Totale | Totale       | Totale                         | 1186 |                     |                     |

## Dettagli delle tappe

### 1ª tappa
- 8 settembre: Stettino > Stettino – 103 km

| Pos. | Corridore             | Squadra   | Tempo    |
| ---- | --------------------- | --------- | -------- |
| 1    | Vassili Davidenko     | Roslotto  | 2h10'00" |
| 2    | Marty Jemison         | US Postal | s.t.     |
| 3    | Dariusz Wojciechowski | Mroz      | a 16"    |

| Pos. | Corridore             | Squadra   | Tempo    |
| ---- | --------------------- | --------- | -------- |
| 1    | Vassili Davidenko     | Roslotto  | 2h10'00" |
| 2    | Marty Jemison         | US Postal | s.t.     |
| 3    | Dariusz Wojciechowski | Mroz      | a 16"    |

### 2ª tappa
- 9 settembre: Stettino > Gorzow Wielkopolski – 184 km

| Pos. | Corridore          | Squadra  | Tempo    |
| ---- | ------------------ | -------- | -------- |
| 1    | Federico Colonna   | Mapei-GB | 4h09'20" |
| 2    | Maurizio Fondriest | Roslotto | s.t.     |
| 3    | Peter Van Petegem  | TVM      | a 1"     |

| Pos. | Corridore             | Squadra   | Tempo    |
| ---- | --------------------- | --------- | -------- |
| 1    | Viaceslav Djavanian   | Roslotto  | 6h19'27" |
| 2    | Marty Jemison         | US Postal | s.t.     |
| 3    | Dariusz Wojciechowski | Mroz      | a 16"    |

### 3ª tappa
- 10 settembre: Lubniewice > Polkowice – 212 km

| Pos. | Corridore           | Squadra  | Tempo    |
| ---- | ------------------- | -------- | -------- |
| 1    | Viaceslav Djavanian | Roslotto | 4h51'51" |
| 2    | Federico Colonna    | Mapei-GB | s.t.     |
| 3    | Peter Van Petegem   | TVM      | s.t.     |

| Pos. | Corridore             | Squadra   | Tempo     |
| ---- | --------------------- | --------- | --------- |
| 1    | Viaceslav Djavanian   | Roslotto  | 11h11'18" |
| 2    | Marty Jemison         | US Postal | s.t.      |
| 3    | Dariusz Wojciechowski | Mroz      | a 16"     |

### 4ª tappa
- 11 settembre: Legnica > Karpacz – 162 km

| Pos. | Corridore           | Squadra  | Tempo    |
| ---- | ------------------- | -------- | -------- |
| 1    | Viaceslav Djavanian | Roslotto | 4h14'51" |
| 2    | Raimondas Rumsas    | Mroz     | a 1'20"  |
| 3    | Simone Borgheresi   | Mapei-GB | a 1'32"  |

| Pos. | Corridore           | Squadra  | Tempo     |
| ---- | ------------------- | -------- | --------- |
| 1    | Viaceslav Djavanian | Roslotto | 15h26'09" |
| 2    | Raimondas Rumsas    | Mroz     | a 1'36"   |
| 3    | Simone Borgheresi   | Mapei-GB | a 1'48"   |

### 5ª tappa
- 12 settembre: Karpacz > Karpacz – 179 km

| Pos. | Corridore           | Squadra  | Tempo    |
| ---- | ------------------- | -------- | -------- |
| 1    | Valentino Fois      | Panaria  | 4h53'31" |
| 2    | Viaceslav Djavanian | Roslotto | a 4"     |
| 3    | Filippo Simeoni     | Carrera  | a 1'19"  |

| Pos. | Corridore           | Squadra  | Tempo     |
| ---- | ------------------- | -------- | --------- |
| 1    | Viaceslav Djavanian | Roslotto | 20h19'44" |
| 2    | Valentino Fois      | Panaria  | a 2'14"   |
| 3    | Filippo Simeoni     | Carrera  | a 4'06"   |

### 6ª tappa
- 13 settembre: Klodzko > Opole – 140 km

| Pos. | Corridore         | Squadra      | Tempo    |
| ---- | ----------------- | ------------ | -------- |
| 1    | Yoshiyuki Abe     | Panaria      | 2h59'53" |
| 2    | Nicola Miceli     | Selle Italia | s.t.     |
| 3    | Nicolaj Bo Larsen | Amore & Vita | a 11"    |

| Pos. | Corridore           | Squadra  | Tempo     |
| ---- | ------------------- | -------- | --------- |
| 1    | Viaceslav Djavanian | Roslotto | 23h19'45" |
| 2    | Valentino Fois      | Panaria  | a 2'14"   |
| 3    | Filippo Simeoni     | Carrera  | a 4'06"   |

### 7ª tappa
- 14 settembre: Opole > Czestochowa – 152 km

| Pos. | Corridore           | Squadra      | Tempo    |
| ---- | ------------------- | ------------ | -------- |
| 1    | Gianpaolo Mondini   | Amore & Vita | 3h23'52" |
| 2    | Andrzej Sypytkowski | Mroz         | a 2'30"  |
| 3    | Tomasz Brozyna      | US Postal    | a 2'31"  |

| Pos. | Corridore           | Squadra  | Tempo     |
| ---- | ------------------- | -------- | --------- |
| 1    | Viaceslav Djavanian | Roslotto | 26h43'37" |
| 2    | Valentino Fois      | Panaria  | a 2'14"   |
| 3    | Filippo Simeoni     | Carrera  | a 4'06"   |

### 8ª tappa
- 15 settembre: Belchatow > Belchatow – 54 km

| Pos. | Corridore           | Squadra  | Tempo    |
| ---- | ------------------- | -------- | -------- |
| 1    | Maurizio Fondriest  | Roslotto | 1h05'42" |
| 2    | Dimitri Sedun       | Roslotto | a 1'02"  |
| 3    | Viaceslav Djavanian | Roslotto | a 1'22"  |

| Pos. | Corridore           | Squadra  | Tempo     |
| ---- | ------------------- | -------- | --------- |
| 1    | Viaceslav Djavanian | Roslotto | 28h03'46" |
| 2    | Maurizio Fondriest  | Roslotto | a 2'44"   |
| 3    | Andrea Noè          | Mapei-GB | a 5'18"   |

## Classifiche finali

### Classifica generale
| Pos. | Corridore           | Squadra               | Tempo     |
| ---- | ------------------- | --------------------- | --------- |
| 1    | Viaceslav Djavanian | Roslotto-ZG Mobili    | 28h03'46" |
| 2    | Maurizio Fondriest  | Roslotto-ZG Mobili    | a 2'44"   |
| 3    | Andrea Noè          | Mapei-GB              | a 5'18"   |
| 4    | Valentino Fois      | Panaria-Vinavil       | a 5'49"   |
| 5    | Youri Sourkov       | Roslotto-ZG Mobili    | a 7'50"   |
| 6    | Filippo Simeoni     | Carrera-Longoni Sport | a 8'09"   |
| 7    | Vassili Davidenko   | Roslotto-ZG Mobili    | a 8'23"   |
| 8    | Daren Baker         | US Postal Service     | a 11'01"  |
| 9    | Raimondas Rumsas    | Mroz                  | a 15'35"  |
| 10   | Zbigniew Piatek     |                       | a 17'08"  |